# Anisochromis
Anisochromis là một chi cá biển thuộc họ Cá đạm bì, là chi duy nhất nằm trong phân họ Anisochrominae. Vây ngực có 13 - 15 vây tia và có một đường bên duy nhất chạy dọc theo gốc vây lưng. Vây lưng chỉ có duy nhất một vây tia gai nhưng yếu.

## Các loài
Có 3 loài được ghi nhận trong chi này:
- Anisochromis kenyae J.L.B. Smith, 1954
- Anisochromis mascarenensis Gill & Fricke, 2001
- Anisochromis straussi Springer, C.L. Smith & Fraser, 1977